# Macrotrachela plicata
Macrotrachela plicata är en hjuldjursart som först beskrevs av David Bryce 1892.  Macrotrachela plicata ingår i släktet Macrotrachela och familjen Philodinidae. Arten är reproducerande i Sverige.

## Underarter
Arten delas in i följande underarter:
- M. p. hirundinella
- M. p. plicata